# Alaskozetes antarcticus
Alaskozetes antarcticus är en kvalsterart som först beskrevs av Michael 1903.  Alaskozetes antarcticus ingår i släktet Alaskozetes och familjen Ameronothridae.

## Underarter
Arten delas in i följande underarter:
- A. a. antarcticus
- A. a. grandjeani
- A. a. intermedius